# Кримська Радянська Соціалістична Республіка
Кри́мська Радя́нська Соціалісти́чна Респу́бліка (рос. Крымская советская социалистическая республика, крим. Qırım Şuralar Sotsialistik Cumhuriyeti) — радянська республіка, що існувала в Криму з 28 квітня по 26 червня 1919 року. Входила до складу Радянської Росії. Центр — Сімферополь.

## Історія
У квітні 1919 р частини Української Червоної армії зайняли Крим, витіснивши з його території (за винятком Керченського півострова) білогвардійців і британо-французьких інтервентів. Третя Кримська обласна конференція РКП(б), що проходила в Сімферополі (губернське місто Таврійської губернії) 28-29 квітня 1919 року, прийняла постанову про утворення Кримської Радянської Соціалістичної Республіки. 5 травня 1919 було сформовано Тимчасовий робітничо-селянський уряд КРСР: Д. І. Ульянов (голова і наркомздоров'я), П. Ю. Дибенко (нарком військових і морських справ), І. А. Назукін (наркомос), І. Ібраїмов (наркомюст), С. Ідрісов (наркомзем), С. Меметов (нарком закордонних справ) та інші. У цей же день рішенням уряду з частин третьої Української радянської дивізії і місцевих формувань було створено Кримську радянську армію (командарм П. Ю. Дибенко).
6 травня 1919 була опубліковано Декларацію уряду, в якій проголошували завдання республіки: створення регулярної Червоної армії, організація радянської влади на місцях і підготовка з'їзду Рад. Декларація оголошувала КРСР не національним, а територіальним утворенням, заявлялося про рівноправність усіх національностей в Криму, про націоналізацію промисловості та конфіскації поміщицьких, куркульських, церковних земель. 15 травня 1919 було створено РВС Кримської республіки, перетворений 5 червня в РВС Кримської армії. Було докладено зусиль з відновлення випуску продукції на шкіряних, консервних заводах, тютюнових фабриках. Уряд РРФСР профінансував діяльність з відновлення курортів.
З кінця травня 1919 року в ході наступу військ А. І. Денікіна у білих з'явилася можливість знову оволодіти територією Криму. 18 червня 1919 в районі Коктебеля висадився десант Збройних сил Півдня Росії під командуванням  Я. А. Слащова. Кримський обком РКП (б) 23-26 червня 1919 провів евакуацію органів влади республіки в Херсон (губернське місто Херсонської губернії) і в Москву. У червні 1919 р Крим було зайнято білогвардійськими військами.